# Arboretum du Poërop
Los Árboles del mundo en Huelgoat (en francés: Les Arbres du Monde au Huelgoat,  anteriormente Arboretum du Poërop) es un arboreto y jardín botánico de 22 hectáreas de extensión, que se encuentra en Huelgoat, Finistère, Francia.
"Collection National" por el Conservatorio de colecciones vegetales especializadas gracias a su colección de Aceres que consta de 150 variedades.
El jardín y el pabellón de recepción e información son gratuitos, pero se debe de abonar una tarifa y se visitan en grupos con un guía.

## Historia
El sitio inicial del jardín fue adquirido en 1967 para una casa de retiro local, con el objetivo de crear una granja. 
En 1993 se plantaron los primeros ejemplares del arboreto con la ayuda de los residentes.
En 1999 el sitio fue incrementado en siete hectáreas. 
En el 2001 su colección de arces recibió una mención nacional. 
En 2004 el jardín abrió su valle de los Himalayas y colecciones de plantas medicinales procedentes de Nepal y Yunnan.

## Colecciones
Hoy en día, el arboreto contiene alrededor de 3.600 especies de árboles y arbustos de los cinco continentes. 
Las zonas de los Andes y los Himalayas tienen una gran representación de sus plantas, principalmente por ejemplares cultivados a partir de semillas recolectadas in situ. 
El jardín cuenta con buenas colecciones de:
- Arce (150 variedades),
- Roble (170),
- Pino (100),
- Rododendros (230),
- Magnolia (160 ),
- Rosaleda con 200 variedades de rosas.
- Bambú contiene alrededor de 100 bambús de Asia, las Américas y África,
- Bosque de eucaliptus y otros árboles de Australia.
- Jardín etnobotánico cuenta con dieciséis camas de plantas medicinales de la cordillera de los Himalayas.